# James W. Reese
James William Reese (* 16. April 1920 in Chester, Pennsylvania; † 5. August 1943 in Troina, Italien) war ein Soldat der United States Army, der für sein tapferes und vorbildliches Verhalten im Zweiten Weltkrieg mit der Medal of Honor, dem höchsten militärischen Orden der Vereinigten Staaten, geehrt wurde.

## Leben
Reese wurde am 16. April 1920 in der Kleinstadt Chester im US-Bundesstaat Pennsylvania geboren. Seine Eltern waren Howard Marion Reese (1888–1956) und dessen Ehefrau Helen Kathryn, geborene Hanley (1894–1967). Er wuchs mit seinem drei Jahre älteren Bruder Howard M. (1917–1984) und der jüngeren Schwester Marjorie (1921–1989) in der West 8th Street in Chester auf.

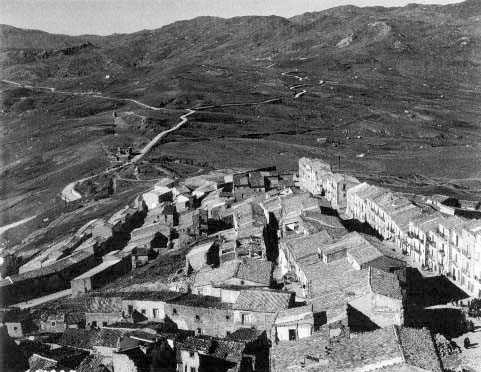
Troina im August 1943

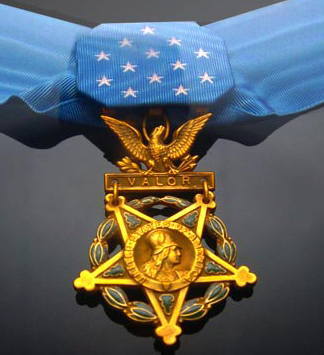
Die Medal of Honor in der Ausführung für Angehörige der US-Army

Am 19. November 1941 trat Reese im Alter von 21 Jahren in Camp Lee (Virginia) der US-Army bei. Im Einberufungsregister wird sein Zivilberuf mit shipping and receiving clerk (deutsch: Mitarbeiter im Wareneingang und Versand) angegeben. Er diente im Rang eines Private im 26. Infanterie-Regiment der 1st Infantry Division.
Am 5. August 1943 war sein Regiment im Zuge der Eroberung Siziliens durch die Alliierten an der Schlacht bei Troina auf Sizilien beteiligt. Reese leitete an diesem Tag einen Mörser-Trupp und führte diesen in eine Position, von der aus der vorrückenden deutschen Infanterie größere Verluste zugefügt werden konnten. Als das feindliche Feuer stärker wurde und nur noch Munition für drei Mörserrunden übrig war, befahl Reese seinen Kameraden den Rückzug und blieb allein zurück, um die Waffe zu bedienen. Er rückte in eine andere Position vor und schaltete mit der letzten Munition noch ein deutsches Maschinengewehrnest aus. Dann ließ er den Mörser zurück und stürmte allein mit seinem Gewehr dem Feind entgegen, bis er in dessen Kugelhagel getötet wurde.
James W. Reese, der zum Zeitpunkt seines Todes 23 Jahre alt war, wurde drei Jahre später in seine Heimatstadt nach Pennsylvania überführt und fand dort am 6. August 1948 seine letzte Ruhestätte auf dem Friedhof Chester Rural Cemetery.

## Posthume Ehrungen

### In den Vereinigten Staaten
Vier Monate nach seinem Tod wurde James W. Reese aufgrund der General Order No. 85 am 17. Dezember 1943 posthum mit der Medal of Honor geehrt. Sie wurde seiner Mutter im Rahmen einer feierlichen Zeremonie im Fort DuPont in Delaware City von Generalmajor Lunsford E. Oliver überreicht. Seit dem Eintritt der USA in den Zweiten Weltkrieg waren bis zu diesem Zeitpunkt insgesamt nur 55 Angehörige sämtlicher Zweige der US-Army mit der Medaille ausgezeichnet worden.
Ein United States Army Reserve Center in Upland (Pennsylvania) wurde nach James W. Reese benannt. Am 14. Dezember 1968 veröffentlichte die Tageszeitung Delaware County Daily Times einen Rückblick auf den Artikel über Reese’ Ehrung, der 25 Jahre zuvor publiziert worden war.

### In Deutschland
Anlässlich der General Order vom 20. Juni 1949 wurde ein Komplex dreier ehemaliger deutscher Kasernen in Augsburg, der von den dort stationierten US-Truppen genutzt wurde, ihm zu Ehren in Reese-Kaserne (englisch Reese Barracks) umbenannt. 
Nach dem Abzug der amerikanischen Truppen aus Augsburg im Jahr 1994 und dem folgenden Abriss der Reese Barracks entstand auf diesem Gelände seit den 2010er Jahren ein neues Wohnquartier mit einem weitläufigen Grüngürtel, das den Namen Reese-Park trägt. Mitten durch das Wohngebiet verläuft als Haupterschließungsstraße die Reese-Allee.

## Originaltext derMedal-of-Honor-Begründung
Die offizielle Begründung für die Verleihung des Ordens lautete (englisch):

„For conspicuous gallantry and intrepidity at the risk of life, above and beyond the call of duty in action involving actual conflict with the enemy. When the enemy launched a counterattack which threatened the position of his company, Pvt. Reese, as the acting squad leader of a 60-mm. mortar squad, displaying superior leadership on his own initiative, maneuvered his squad forward to a favorable position, from which, by skillfully directing the fire of his weapon, he caused many casualties in the enemy ranks, and aided materially in repulsing the counterattack. When the enemy fire became so severe as to make his position untenable, he ordered the other members of his squad to withdraw to a safer position, but declined to seek safety for himself. So as to bring more effective fire upon the enemy, Pvt. Reese, without assistance, moved his mortar to a new position and attacked an enemy machinegun nest. He had only 3 rounds of ammunition but secured a direct hit with his last round, completely destroying the nest and killing the occupants. Ammunition being exhausted, he abandoned the mortar, seized a rifle and continued to advance, moving into an exposed position overlooking the enemy. Despite a heavy concentration of machinegun, mortar, and artillery fire, the heaviest experienced by his unit throughout the entire Sicilian campaign, he remained at this position and continued to inflict casualties upon the enemy until he was killed. His bravery, coupled with his gallant and unswerving determination to close with the enemy, regardless of consequences and obstacles which he faced, are a priceless inspiration to our armed forces.“